# Kalinovo
Kalinovo – wieś (obec) na Słowacji położona w kraju bańskobystrzyckim, w powiecie Poltár. Pierwsze wzmianki o miejscowości pochodzą z roku 1279.
Według danych z dnia 31 grudnia 2012, wieś zamieszkiwało 2229 osób, w tym 1132 kobiety i 1097 mężczyzn.
W 2001 roku rozkład populacji względem narodowości i przynależności etnicznej wyglądał następująco:
- Słowacy – 98,04%
- Czesi – 0,38%
- Romowie – 0,26%
- Rusini – 0,04%
- Węgrzy – 0,55%

Ze względu na wyznawaną religię struktura mieszkańców kształtowała się w 2001 roku następująco:
- Katolicy rzymscy – 56,61%
- Grekokatolicy – 0,34%
- Ewangelicy – 25,98%
- Prawosławni – 0,04%
- Ateiści – 12,71%
- Przedstawiciele innych wyznań – 0,04%
- Nie podano – 2,35%